# Ceratinopsis laticeps
Ceratinopsis laticeps là một loài nhện trong họ Linyphiidae.
Loài này thuộc chi Ceratinopsis. Ceratinopsis laticeps được James Henry Emerton miêu tả năm 1882.